# Чорнобильська АЕС II
Чорнобильська АЕС-II — планована атомна електростанція в Україні. Вона мала бути розташований поблизу міста Прип'ять Київської області. Проект атомної електростанції був створений наприкінці 1970-х років як розширення виробничих потужностей Чорнобильської АЕС. Після 1986 року проект будівництва був скасований, хоча реалізація обговорювалася кілька разів пізніше. Про другу атомну електростанцію в Чорнобилі відомо дуже мало, оскільки більшість документів про неї так і не розсекречували.

## Історія та технічна інформація

### Витоки
Ще в 1978 році було заплановане розширення електростанції до потужності 8000 МВт. Однак сам майданчик і озеро-охолоджувач були спроектовані лише на чотири реактори, максимум на шість. Віктор Брюханов сказав в інтерв'ю 2010 року, що об'єкт такого ж розміру, як Чорнобильська АЕС, планується побудувати на іншому березі річки Прип'ять поблизу існуючої АЕС. Як мало забезпечуватися охолодження, незрозуміло, але будівництво озера, подібного до озера на Чорнобильській АЕС, малоймовірне. Більш вірогідним варіантом є будівництво градирень або відкритого охолодження безпосередньо з річки, де градирні не використовуються, а об'єм води, що надійшла з річки, також нагрівається і повертається назад без забруднення.

### Демонстратори
Є кілька джерел, які описують технічні характеристики силової установки. Першим можливим варіантом були реактори РБМК-1500 валовою потужністю 1500 МВт і чистою 1380 МВт. Якщо б будувалися ці реактори, швидше за все, було б побудовано чотири блоки.
Другим варіантом було будівництво чотирьох водоводяних реакторів ВВЕР-1000 невизначеного типу, але ймовірно В320. Виробництво цих установок становить 1000 МВт брутто і 950 МВт нетто.

### Чорнобильська аварія
Коли 26 квітня 1986 року сталася аварія на четвертому блоці Чорнобильської АЕС, було не зовсім зрозуміло, чи буде взагалі економічно та екологічно доцільно продовжувати експлуатацію станції, не кажучи вже про добудову п'ятого та шостого блоків. Однак, оскільки вимога до 9-10 ГВт все ще була, тодішній оператор заводу, ПО Комбінат, прийняв таке рішення; у перспективі добудувати п'ятий і шостий блоки та підготувати будівництво другої АЕС. 21 листопада 1987 року на п'ятому та шостому блоках було вирішено поставити сталеві пластини для захисту від забрудненого пилу. Спочатку планувалося зупинити будівництво до 1990 року, а потім прийняти остаточне рішення щодо подальшої долі блоків. Однак у 1989 році було прийнято відповідне рішення добудувати лише три найближчі до завершення реактори РБМК; Смоленськ-3, Курськ-5 та Ігналіна-3. Це означало, що блоки 5 і 6 були вилучені з цих планів. Ще одна проблема полягала в тому, що блокам 5 і 6 для роботи потрібні були дві градирні (після аварії, коли потужність станції знизилася до 3000 МВт, принаймні блоку 6 потрібна була градирня). Оскільки вода в охолоджувальному резервуарі була сильно забруднена, градирні поширювали забруднену пару далеко й широко.
З 1990 по 1993 рік в Україні діяв мораторій на будівництво нових атомних електростанцій, що перешкоджало будівництву Чорнобильської атомної електростанції II. Після скасування мораторію в 1993 році першочерговим завданням стало добудова інших, уже існуючих електростанцій, крім того, країна переживала глибоку економічну кризу, що не дозволяло будувати.
Проте будівництво АЕС сьогодні ще можливе, тому що на місці працює підстанція 750 кВ, яка залишиться там де-факто назавжди, тому є можливість підключати нову електростанцію. Однак через особливості розташування (хоча робота нової електростанції в Чорнобильській зоні цілком безпечна і можлива) та економічні показники країни малоймовірно, що електростанція буде побудована найближчим часом.

## Інформація про реактори

### У випадку з ВВЕР-1000
| Реактор        | Тип реактора | Потужність | Потужність | Початок будівництва                                | Підключення до мережі                              | Введення в експлуатацію                            | Закриття |
| Реактор        | Тип реактора | Нетто      | Брутто     | Початок будівництва                                | Підключення до мережі                              | Введення в експлуатацію                            | Закриття |
| -------------- | ------------ | ---------- | ---------- | -------------------------------------------------- | -------------------------------------------------- | -------------------------------------------------- | -------- |
| Чорнобиль II-1 | ВВЕР-1000    | 950 МВт    | 1000 МВт   | Заплановане будівництво було скасовано у 1986 році | Заплановане будівництво було скасовано у 1986 році | Заплановане будівництво було скасовано у 1986 році |          |
| Чорнобиль II-2 | ВВЕР-1000    | 950 МВт    | 1000 МВт   | Заплановане будівництво було скасовано у 1986 році | Заплановане будівництво було скасовано у 1986 році | Заплановане будівництво було скасовано у 1986 році |          |
| Чорнобиль II-3 | ВВЕР-1000    | 950 МВт    | 1000 МВт   | Заплановане будівництво було скасовано у 1986 році | Заплановане будівництво було скасовано у 1986 році | Заплановане будівництво було скасовано у 1986 році |          |
| Чорнобиль II-4 | ВВЕР-1000    | 950 МВт    | 1000 МВт   | Заплановане будівництво було скасовано у 1986 році | Заплановане будівництво було скасовано у 1986 році | Заплановане будівництво було скасовано у 1986 році |          |

### У випадку з РБМК-1500
| Реактор        | Тип реактора | Потужність | Потужність | Початок будівництва                                | Підключення до мережі                              | Введення в експлуатацію                            | Закриття |
| Реактор        | Тип реактора | Нетто      | Брутто     | Початок будівництва                                | Підключення до мережі                              | Введення в експлуатацію                            | Закриття |
| -------------- | ------------ | ---------- | ---------- | -------------------------------------------------- | -------------------------------------------------- | -------------------------------------------------- | -------- |
| Чорнобиль II-1 | РБМК-1500    | 1380 МВт   | 1500 МВт   | Заплановане будівництво було скасовано у 1986 році | Заплановане будівництво було скасовано у 1986 році | Заплановане будівництво було скасовано у 1986 році |          |
| Чорнобиль II-2 | РБМК-1500    | 1380 МВт   | 1500 МВт   | Заплановане будівництво було скасовано у 1986 році | Заплановане будівництво було скасовано у 1986 році | Заплановане будівництво було скасовано у 1986 році |          |
| Чорнобиль II-3 | РБМК-1500    | 1380 МВт   | 1500 МВт   | Заплановане будівництво було скасовано у 1986 році | Заплановане будівництво було скасовано у 1986 році | Заплановане будівництво було скасовано у 1986 році |          |
| Чорнобиль II-4 | РБМК-1500    | 1380 МВт   | 1500 МВт   | Заплановане будівництво було скасовано у 1986 році | Заплановане будівництво було скасовано у 1986 році | Заплановане будівництво було скасовано у 1986 році |          |